# Film
Film — польський журнал присвячений кінематографу. Перший випуск вийшов у світ 1 серпня 1946 року. Засновниками видання були Єжи Ґіжицький, Збігнев Пітер, Тадеуш Ковальський та Болеслав Міхалек. Спочатку це був двотижневик. Від вересня 1993 року — місячник.
В січні 2007 року журнал купила Platforma Mediowa Point Group. Від вересня 2012 року головним редактором є Томаш Рачек.
Серед редакторів журналу були Мацей Павліцький, Лех Курпевський, Ігор Залевський, Роберт Мазурек, Агнешка Ружичка, Марцін Прокоп та Яцек Раковецький.
Від 1956 року журнал присуджує нагороду «Złota Kaczka» ("Золота качка"), яка є найстаршою польською кінонагородою.

## Зовнішні посилання
- Інтернет-сторінка журналу «Film» [Архівовано 18 квітня 2022 у Wayback Machine.]